# Miniso
Miniso (chino simplificado: 名创优品; chino tradicional: 名創優品; pinyin: Míngchuàng Yōupǐn), estilizado como MINISO, es una cadena china de tiendas de bajo costo que se especializa en mercancía para el hogar y de consumo, incluyendo cosméticos, papelería, juguetes y utensilios de cocina. Fue fundado en 2011 por el empresario chino Ye Guo Fu, y tiene su sede en Cantón, China, bajo la compañía china Aiyaya. En 2016, los ingresos de la compañía alcanzaron los 1500 millones de dólares, cantidad que ascendió de 769,9 millones de dólares un año atrás.
Miniso comparte una similitud estética con tiendas de bajo costo de Japón, y por varios años fue criticada por ser una tienda china que se mercadeaba etiquetándose como «japonesa». A pesar de ello, Miniso se ha expandido fuera del mercado de China y opera 1800 tiendas en Asia, Europa, Australia, África, Norteamérica y Sudamérica. La cadena planea eventualmente abrir unas 6000 tiendas alrededor del mundo.
El 18 de agosto de 2022, la tienda emitió un comunicado disculpándose por haberse presentado como una marca de diseño japonés, que estaban «promocionándose en una vía equivocada» y que desde finales de 2019 estaban en un proceso de «desjaponización» de sus tiendas sobre todo en China. En marzo de 2023 la marca completó su transición como una con imagen china.